# Xidertí
El Xidertí (kazakh: Шідерті; rus: Шидерты), també anomenat Karasu en el seu curs baix, és un riu del Kazakhstan, és tributari del llac Txaganak.

## Geografia
El Xidertí neix als cims del Melkossopótxnik kazakh, anomenat també Sari-Arka, una regió vasta en les altituds que va d'oest a est al Kazakhstan central.
El seu curs és al començament cap al nord-est en direcció de l'Irtix. Acaba desembocant al llac Txaganak.
La seva vall queda modificada pel canal Irtix-Karaganda, que pren una part de les aigües de l'Irtix per a la regió de Pavlodar en benefici de les grans ciutats i de les regions agrícoles del Kazakhstan central.
El riu es glaça a partir de finals d'octubre o començaments de novembre fins a la segona quinzena d'abril.